# Village Superstars FC
Der Rams Village Superstars Football Club ist ein Fußballklub aus St. Kitts und Nevis mit Sitz in der Hauptstadt des Landes Basseterre.

## Geschichte
Der Klub wurde im Jahr 1971 unter dem Namen Superstars gegründet. Bereits vor der Gründung der nationalen Liga wurde die Mannschaft in der Saison 1978 erstmals Meister. In der Premierensaison dieser Liga 1980 wurde die Mannschaft erster Meister. Die nächsten Meisterschaften folgten 1991, 2002/03, 2004/05, 2005/06, 2010/11 und zuletzt 2017/18.
Im Pokal gelang der Mannschaft 1976 der erste Triumph. Danach folgten Titel in den Saisons 2002/03, 2003/04, 2011 und 2017.

### Spielstätte
Das 3500 Zuschauer fassende Fußballstadion im Warner Park Sporting Complex in Basseterre dient dem Rams Village Superstars FC als Heimspielstätte.

## Erfolge
- Meister der SKNFA Premier League (8):
  - 1980, 1991, 2002/03, 2004/05, 2005/06, 2010/11, 2017/18, 2023
- Gewinner des National Cup (5):
  - 1976, 2002/03, 2003/04, 2011, 2017
- Carnival Cup (3):
  - 2016, 2017, 2018
- Easter Cup (1):
  - 2019